# Air Hawaii
A Air Hawaii era uma companhia aérea de transporte de passageiros regulares que prestava serviço entre Honolulu e as cidades de Los Angeles e San Francisco na costa oeste dos Estados Unidos. A Air Hawaii iniciou as operações entre Honolulu e Los Angeles em 22 de novembro de 1985, e acrescentou serviços entre San Francisco em dezembro. A companhia aérea quase imediatamente enfrentou problemas financeiros e interrompeu as operações em 19 de fevereiro de 1986.

## Frota
A frota da Air Hawaii consistia nas seguintes aeronaves:
| Aeronaves                  | Total | Notas |
| -------------------------- | ----- | ----- |
| McDonnell Douglas DC-10-10 | 2     |       |
| Total                      | 2     |       |